# Culturalidad
El término culturalidad se deriva del adjetivo cultural. Debido a las diferencias culturales, se desarrollan diferentes patrones de pensamiento y posiciones en filosofía, sociología y otras humanidades. Estas diferencias justifican el discurso en el seno de la " filosofía intercultural ". Por tanto, se entiende la "culturalidad" en sí misma como una descripción de las diferencias. El “inter” de intercultural indica que estas diferencias están relacionadas entre sí y la química los humanos son unos animales q pronto se extinguirán y solo será parásitos menos o manos

## Cultura y comportamiento cultural
Las diversas definiciones de "cultura" no facilitan su comprensión. Kroeber y Kluckhohn definen en Cultura: una revisión crítica de conceptos y definiciones. Nueva York: Vintage 1963, hasta 164 significados diferentes del término "Cultura".
Cuando se habla de cultura en la vida cotidiana, se suele referir a los denominados "eventos culturales" como el teatro, el arte, etc., que aparecen en los medios de comunicación bajo el título "noticias culturales". Por el contrario, áreas como el deporte y la política, el trabajo y el ocio no entran dentro de este concepto de cultura. Si se mira la formación de la sociedad desde el aspecto del desarrollo cultural, entonces se debe asumir que todas las características sociales, como los deportes, la política, el trabajo y el ocio mencionados antes, caen bajo el concepto de cultura y por lo tanto forman parte de la “cultura” de la sociedad que representan.

### El concepto de cultura
La palabra cultura proviene del latín “cultura”, que a su vez se deriva de “colere: cultivar, plantar” . Desde este punto de vista, también se puede entender que las condiciones para la agricultura (tierra, clima, medio ambiente) tuvieron una gran influencia en la forma en que la vida se organizaba y, por tanto, en el desarrollo de la sociedad.
Durante mucho tiempo, este concepto de cultura solo significó actividades creativas, pero en el uso lingüístico moderno, la comprensión de la cultura se ha desplazado al punto de vista de un estado cultural. Por lo tanto, estas estructuras puede considerarse que son un requisito previo para futuros cambios en la interacción con el medio ambiente. En el contexto de un sistema determinado por la estructura (= en este caso una cierta "cultura") y un entorno (todo lo que está fuera de esta cierta "cultura"), Humberto Maturana.
Esta "cultura creata quae creat", la cultura creada que crea al mismo tiempo, debe considerarse dinámica y estática al mismo tiempo.
Entonces, no solo es posible hablar de cultura en singular, sino que se debe hablar de “culturas” que han desarrollado diferentes modos de comportamiento y normas. Además de su función descriptiva, el concepto de cultura también tiene una función evaluativa. Las diferencias conducen a conflictos con respecto a las normas y el comportamiento.

### El hombre como ser cultural
Abd al-Rahman Ibn Khaldun (1332 Túnez - 1406 El Cairo) fue el primero en abordar científicamente el concepto de cultura y en examinar la diversidad de la cultura en las estructuras sociales de las personas y reconocerla como una necesidad vital. Encontró un método que debería permitir reconocer tradiciones improbables y falsas y, por lo tanto, investigó qué impulsa a las personas a dar forma a la naturaleza y cómo esta actitud da forma a las sociedades humanas. Para Ibn Jaldún, el hombre es por naturaleza un ser cultural. Las sociedades humanas son inevitablemente necesarias porque los individuos por sí solos no tendrían ninguna posibilidad de sobrevivir. Estas sociedades se desarrollan de manera diferente bajo la influencia de las condiciones geográficas y climáticas a las que están sometidas.
Y estas sociedades, como los individuos, tienen una época de crecimiento y otra de decadencia y extinción. Ibn Jaldún asume que la esperanza de vida de una cultura es de 4 generaciones = 4 × 30 años = 120 años. “La tesis central del ascenso y el declive rítmico de una sociedad debido a una fuerza constructora de comunidad, la “asabija”, es propuesta por él de una manera  universal para todo el mundo que conoce y sigue siendo influyente en el Área islámica hasta el día de hoy. “  Ibn Khaldun hizo un primer intento de comprender la culturalidad.

### Atribuciones propias y externas
El ser humano como elemento de un sistema social conformado culturalmente tiende a atribuirse a uno a sí mismo y a los demás. Esto lo demuestra Elmar Holenstein con su parábola de los suizos japoneses. Para ello, modifica un texto de Peter Bichsel en el que describe las diferencias entre Alemania y Suiza en comunicación, sustituyendo las referencias a Suiza por referencias a Japón y, en consecuencia, las referencias a Alemania por Europa. Este texto ha sido leído y citado varias veces en Europa y Japón, nadie dudó de su verosimilitud. Quería mostrar que las variaciones no difieren entre diferentes culturas, así como dentro de una cultura (Europa). Aunque también se pueden asumir diferencias culturales dentro de Europa.

### Diferencia como deficiencia
Una evaluación de “ser diferente” como inadecuado se puede encontrar a menudo en la historia de la colonización del mundo por Europa. La colonización portuguesa de Brasil significó que la forma de mirar y evaluar las sociedades brasileñas se comparaba con el idioma. El hallazgo de que los sonidos "F", "L" y "R" eran desconocidos para estas personas llevó a los portugueses a suponer que estas sociedades no podían ser civilizadas porque carecían de tres bases para la civilización desde la perspectiva portuguesa. "Fides, Lex y Rex" - Fe, Ley y Rey.
Georg Wilhelm Friedrich Hegel había establecido que los africanos negros eran diferentes: “El negro representa al hombre natural en todo su desenfreno; hay que abstraerse de toda reverencia y moralidad, de lo que se llama sentimiento, para entenderlo correctamente: no hay nada en este carácter que se haga eco de lo humano." 
En contraste con este planteamiento, Elmar Holenstein habla en su conferencia de octubre de 2002 de la impresionante capacidad lingüística y multilingüismo de los africanos negros y del hecho de que la competencia social y filosófica de todas las personas depende únicamente de la capacidad de presentar estas 3 proposiciones:
1. Créo que está bien
2. Créo que piensas que está bien
3. Pienso que tú piensas que pienso que está bien[9]

## La culturalidad en el pensamiento filosófico
El dilema de la culturalidad en la filosofía se expresa en diferentes culturas en forma de diferentes evaluaciones, actitudes básicas, preguntas. . . Esto conduce al siguiente dilema:

### Cuatro tesis sobre la posición y tarea de la filosofía en un contexto cultural
Tesis 1: La cultura y la historia de la filosofía son principalmente eurocéntricas. - La representación de la filosofía en los tiempos modernos es occidental, griega y se basa en las cuestiones del ser ( ontología ), la realidad ( epistemología ) y el deber ( ética ).Si esta posición es correcta, entonces surge el problema de que la filosofía se convierte en una especie de etnofilosofía, una filosofía regional y no puede ser considerada como la filosofía de la humanidad, ya que las preguntas básicas se presentarían de manera diferente en diferentes regiones del mundo.
Tesis 2: La filosofía tiende hacia formas de expresión universalmente válidas. - El problema surge de la suposición de que la filosofía no tiene una forma universal sino cultural, incluso si los filósofos generalmente argumentan de manera generalista y la formulan expresamente sin tiempo y sin lugar.La filosofía siempre está anclada culturalmente: la tendencia hacia la universalidad da como resultado un dilema de culturalidad. Johan Galtung dice: “Habría sido útil si Kant hubiera examinado sus propias limitaciones más de cerca mientras examinaba la limitación de la mente humana. No en un sentido personal, sino como parte de una nación, una clase, una tradición, una civilización y cosas por el estilo. Pero no fue una época de estudios comparativos de una civilización respecto otra, punto por punto. " 
Tesis 3: La ampliación del horizonte cultural de la historia de la filosofía es necesaria y también posible. - Para ello se requiere un concepto genérico de filosofía.
Tesis 4: La conciencia de la superioridad de la filosofía tradicional europea puede ser criticada y también debe ser criticada.

### Estilos de ciencias sociales
Según Johan Galtung, hay cuatro estilos de hacer ciencias sociales. Describe los niveles de civilización en los que se practican la sociología y la filosofía. En las investigaciones científicas que se emprenden con el fin de reconocer y comprender la realidad. Después del análisis y formulación de una teoría, se analizan las propias condiciones de investigación y luego se comentan y comparan con las tesis y análisis de otros.
Al considerar y comentar otras tesis, surgen estos cuatro estilos de ciencia y se hacen preguntas específicas:
1. Sajón (inglés): ¿Cómo se puede demostrar la tesis?
2. Teutónico (alemán): ¿Cómo obtiene la tesis?
3. Galo (francés): ¿Cómo se expresa esto en un buen francés?
4. Nipón (japonés): ¿Quién es tu maestro, cuál es tu tradición?

### La influencia del lenguaje
Galtung enfatiza que el lenguaje tiene una influencia decisiva en la forma en que las personas piensan y comprenden. En este contexto, cabe mencionar que se ha expresado varias veces la opinión de que la Crítica de la razón pura de Kant es más fácil de entender en inglés para las personas de lengua materna alemana.
El lenguaje como base y, al mismo tiempo, expresión de las culturas y, por tanto, de las diferencias culturales, está en sí mismo sujeto a un proceso de cambio que se puede observar históricamente. La cuestión de la comprensión de los textos históricos, que pueden haber sido traducidos varias veces, siempre permite enfoques culturalmente diferenciados desde varias dimensiones. 
En el caso de la ambigüedad de los términos en un idioma, surgen diferencias culturales adicionales para las personas con una lengua materna diferente.

## Autorreflexión de la filosofía
Una de las tareas de la filosofía es tomar conciencia de su culturalidad, ya que no es posible filosofar fuera de la cultura. La culturalidad debe entenderse como una diferencia.
La culturalidad exige la siguiente orientación de la filosofía intercultural:
- La filosofía intercultural tiene como objetivo analizar formas de pensar implícitas y culturalmente condicionadas.
- La filosofía intercultural tiene como objetivo criticar los estereotipos en la percepción de uno mismo y de los demás.
- La filosofía intercultural debe promover la apertura y la comprensión.
- La filosofía intercultural debe consistir en la iluminación mutua.
- La filosofía intercultural puede y debe promover la humanidad y la paz.[14]